# Evoken
Evoken ist eine 1992 in Lyndhurst, New Jersey gegründete Funeral-Doom-Band.

## Geschichte
Nick Orlando gründete die Band 1992 unter dem Namen Funereus. Nachdem Orlando eine Weile mit unterschiedlichen lokalen Musikern geprobt hatte, kristallisierte sich mit Phil Wilson, Rob Robichaud und Vince Verkay im Juni des gleichen Jahres eine erste für die Mitglieder funktionierende Bandkonstellation heraus. In dem darauffolgenden Monat nahm die Gruppe ihr erstes Demoband auf. Zu Beginn des Jahres 1993 ändere die Band ihren Namen in Asmodeus. Wilson und Robichaud verließen im darauffolgenden Jahr erneut die Band, woraufhin Orlando und Verkay kurzzeitig in Betracht zogen, die Gruppe vollständig aufzulösen. Trotz dieser Überlegungen spielten beide neues Material miteinander ein und schalteten Anzeigen auf der Suche nach neuen Mitmusikern. Im August 1994 reagierten John Paradiso und Bill Manley auf eine solche Suchanzeige in einer Zeitung und stießen zur Band hinzu. Die Gruppe sah diesen Schritt als Neubeginn an und änderte den Namen, diesmal in Anlehnung an ein Lied der Funeral-Doom-Pioniere Thergothon, in Evoken. Noch im gleichen Jahr nahm die Band das zweite Demoband Shades of Night Descending auf. Das Demo wurde positiv aufgenommen und 1996 durch das französische Label Adipocere Records wiederveröffentlicht. Unterdessen strebte die Gruppe eine Erweiterung ihres Klang an, so dass Dario Derna 1995 als Keyboarder hinzustieß. In dieser Konstellation nahm die Gruppe 1996 das dritte Demoband, erstmals in einem professionellen Studio auf um sich bei unterschiedlichen Plattenfirmen vorzustellen. Im Anschluss an die Aufnahmen drängte die Band Manley dazu, die Band zu verlassen und ersetzte ihn durch Steve Moran. Mit ihrem vierten, 1997 aufgenommenem Demoband, konnte Evoken erstmals das Interesse eines Labels für sich wecken und fand in Elegy Records einen ersten Vertragspartner. Das Label finanzierte die Aufnahmen des Debütalbums Embrace the Emptiness im Jahr 1998. In den folgenden Jahren beteiligten sich Evoken an zwei Tributsamplern des Labels Dwell Records, für Iron Maiden mit Strange World und für Black Sabbath mit Snowblind. Hinzukommend tourte die Gruppe nach ihren Albumaufnahmen verstärkt. Nachdem Evoken 2001 ihr zweites Studioalbum Quietus für Avantgarde Music, mit welchen sie einen dauerhaften Vertrag abschlossen, aufgenommen hatten, verließ Derna die Band, um zurück in seine Heimatstadt zu ziehen. Erst im Winter des Jahres 2003, in der Vorbereitung einer ersten Europatournee, engagierte die Gruppe mit Denny Hahn einen Ersatz für Derna. Im Anschluss an die Tournee und kurz vor den Aufnahmen zum dritten Studioalbum verließ Moran die Gruppe. Ohne einen neuen Bassisten zu engagieren, spielte die Gruppe das dritte Album Antithesis of Light, bei welchen Paradiso den Bass einspielte. Erst im Jahr 2006 wurde mit Craig Pillard, dem alleinigen Mitglied von Methadrone, ein neuer Bassist gefunden. Allerdings verließ Hahn kurz darauf die Gruppe aufgrund unüberwindbarer Differenzen mit den restlichen Bandmitgliedern. Mit dem schwedischen Label I Hate Records fand Evoken 2007 einen neuen Vertragspartner, für welchen die Gruppe sodann das Album A Caress of the Void einspielte. Pillard verließ nach den Aufnahmen die Gruppe und wurde durch Dave Wagner ersetzt und auch das Gründungsmitglied Nick Orlando verließ 2010 die Band nach den Aufnahmen zum Split-Album mit Beneath the Frozen Soil aus privaten Gründen, so dass von der ersten stabilen Besetzung der Band lediglich Vince Verkay verblieb. Orlando wurde als Gitarrist durch Chris Molinari ersetzt und in der neuen Bandbesetzung nahm die Gruppe 2012 das Album Atra Mors für Profound Lore Records auf. Im Jahr 2018 erschien Hypnagogia in der gleichen Bandkonstellation und unter fortwährender Kooperation mit Profound Lore.

## Stil
Die Musik von Evoken wird dem Funeral Doom zugerechnet. Der Stil der Gruppe wird zumeist mit den frühen Werken von My Dying Bride sowie dem Werk von Thergothon verglichen. Der Gesang wird überwiegend als aggressives Growling beschrieben, von dem sich jedoch Passagen im Klargesang absetzten. Das Riffing gilt als monoton und die Atmosphäre bestimmend, da „die ewige Wiederholung der zähen Gitarrenwälle […] eine schier endlose Spannung auf[baue].“ Die Musik ist vornehmlich langsam, wird jedoch durch eruptive Ausbrüche bis hin zu Blastbeats und akustische Phasen aufgelockert. Als Gastmusiker werden häufig Cellisten in den Klang der Gruppe eingebunden.

## Diskografie
Demoaufnahmen
- 1992: Rehearsal / Demo 1992 (Als Funereus)
- 1994: Shades of Night Descending
- 1996: Promo 1996
- 1997: Promo 1997
- 2002: Promo 2002

Studioalben
- 1998: Embrace the Emptiness (Elegy Records)
- 2001: Quietus (Avantgarde Music)
- 2005: Antithesis of Light (Avantgarde Music)
- 2007: A Caress of the Void (I Hate Records)
- 2012: Atra Mors (Profund Lore Records)
- 2018: Hypnagogia (Profund Lore Records, Funere, Kattran Records)

Sonstige Veröffentlichungen
- 2010: Evoken/Beneath the Frozen Soil (Split-Album, I Hate Records)
- 2012: Rotting Misery (Single, Decibel Magazin)